# Mette bor hos Morten og Erik
Mette bor hos Morten og Erik («Mette vive con Erik y Morten» en danés) es un libro ilustrado en blanco y negro de la autora danesa Susanne Bösche, publicado en 1981 en danés y en 1983 en inglés (este último a través de Gay Men's Press). Es considerado quizás el primer libro infantil en tratar sobre la homosexualidad masculina, aunque When Megan Went Away (1979), de Jane Severance, sobre una pareja lesbiana, precedió a Mette bor hos Morten og Erik.
La historia describe unos días en la vida de una niña de cinco años llamada Mette (Jenny en la versión en inglés), su padre, Morten (Martin en la versión en inglés), y el novio de este, Erik (Eric en la versión en inglés), que vive con ellos.

## Objetivo
Bösche ha hablado de su motivación al escribir el libro:

Escribí Mette bor hos Morten og Erik en 1981 porque me di cuenta de los problemas que enfrentan algunos niños cuando se encuentran con grupos familiares diferentes a los que conocen, es decir, mamá y papá, posiblemente mamá y papá divorciados, tal vez un padrastro o madrastra.

Bosche afirma que no tenía idea de que su libro provocaría la controversia que tuvo en su publicación en inglés. Dijo que «no sabía que la gente tendría esa reacción negativa. Fue muy triste lo que pasó en ese momento». Además, el libro se publicó originalmente en Dinamarca y no hubo reacciones negativas en su contra allí. A pesar de estas intenciones, el libro ha sido categorizado como «propaganda homosexual» por la prensa amarilla del Reino Unido, lo que le ha valido gran parte de su influencia e incluso notoriedad.

## Influencia política
En 1986, varios periódicos informaron que se encontraba una copia del libro en la biblioteca de una escuela dirigida por la Autoridad Educativa del Interior de Londres (ILEA), controlada por los laboristas. Se presentó una queja ante el Consejo de Prensa con respecto a la cobertura de prensa, ya que el libro en realidad no se había puesto a disposición de los niños, sino que sólo se había comprado una copia y se había puesto a disposición de los maestros a través del Centro de Maestros de Isledon. La Autoridad Educativa no lo había aprobado para niños más pequeños y se suponía que sólo debía mostrarse a niños mayores «en circunstancias excepcionales» y previa consulta con los padres.
La disponibilidad del libro fue condenada por Kenneth Baker, el Secretario de Estado de Educación. En respuesta a la intervención de Baker, Frances Morrell, líder de ILEA, dijo que el uso muy limitado del libro en las escuelas de las autoridades locales era consistente con los requisitos del gobierno en materia de educación sexual.
La controversia resultante contribuyó de manera importante a la posterior aprobación por parte de la entonces administración conservadora del controvertido Artículo 28 de la Ley de Gobierno Local de 1988, que prohibía la promoción de la homosexualidad por parte del gobierno local (un artículo sobre el Artículo 28 en The Times del 29 de mayo de 1988, señala la notoriedad entonces actual del libro). Esta reacción conservadora fue motivada en parte por una ola de homofobia en Gran Bretaña que había sido estimulada por el creciente temor del público al VIH/sida. Gran parte de la indignación conservadora contra el libro se debió a problemas que los conservadores tenían con las fotografías utilizadas para ilustrar el libro. Eran fotos de la hija de Bosche con dos de sus amigos que vivían en el mismo edificio.
En los Estados Unidos, en la década de 1990, Heather has two mommies se convirtió en un libro igualmente politizado.